# پندری

پنجدری یا پندری در شیراز

پندری یا پنجدری نام اتاقی است در معماری منطقه مرکزی و کویری ایران. این اتاق با پنج در به روی حیاط معمولاً اصلی‌ترین اتاق یک خانه است. اگر این اتاق سه در داشته باشد سه دری خوانده می‌شود.از این اتاق‌ها در کرمان، یزد، شیراز، اصفهان،
گراش  و کاشان فراوان دیده می‌شود.